# San Timoteo (Venezuela)
Pour les articles homonymes, voir San Timoteo.
San Timoteo est une ville du Venezuela, chef-lieu de la municipalité de Baralt et principale localité de la paroisse civile de San Timoteo dans l'État de Zulia. La population s'élève à 49 320 habitants.

## Étymologie
La ville de San Timoteo, littéralement « Saint-Timothée » en français, porte le nom du saint chrétien Timothée d'Éphèse.

## Galerie

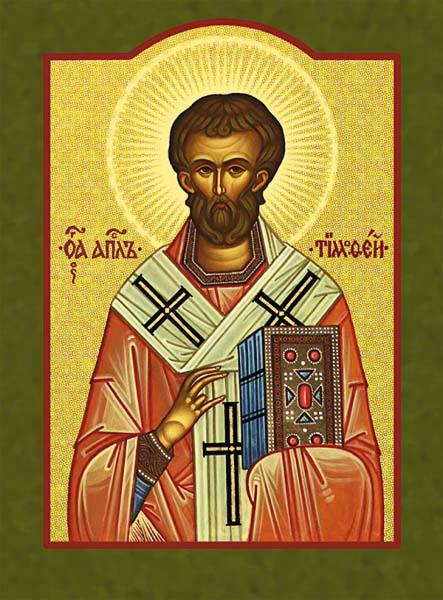
Icône de Timothée d'Éphèse

## Sources
- (es) Cet article est partiellement ou en totalité issu de l’article de Wikipédia en espagnol intitulé « San Timoteo » (voir la liste des auteurs).